# Тетраселенид тригольмия
Тетраселенид тригольмия — бинарное неорганическое соединение
гольмия и селена
с формулой Ho3Se4,
кристаллы.

## Получение
- Нагревание чистых веществ:

{\displaystyle {\mathsf {3Ho+4Se\ {\xrightarrow {}}\ Ho_{3}Se_{4}}}}

## Физические свойства
Тетраселенид тригольмия образует кристаллы
тригональной сингонии, параметры ячейки a = 0,695 нм, α = 33,6°, Z = ½
.